# Берлин, Исайя
Сэр Иса́йя Бе́рлин OM (англ. Isaiah Berlin, латыш. Jesaja Berlins; 6 июня 1909, Рига — 5 ноября 1997, Оксфорд) — британский философ, историк идей в Европе от Вико до Плеханова с особым вниманием к Просвещению, романтизму, социализму и национализму, переводчик русской литературы и философской мысли, один из основателей современной либеральной политической философии.
В 1932 году, в возрасте двадцати трёх лет, Берлин стал стипендиатом Колледжа всех душ Оксфордского университета. Перевёл произведения Ивана Тургенева с русского языка на английский, а во время Второй мировой войны работал на дипломатической службе Великобритании. С 1957 по 1967 год он был чичелийским профессором социальной и политической теории в Оксфордском университете. С 1963 по 1964 год был президентом Аристотелевского общества. В 1966 году он сыграл решающую роль в создании Вольфсон-колледжа в Оксфорде и стал президентом-основателем. В 1946 году Берлин получил Орден Британской империи, в 1957 году посвящен в рыцари, а в 1971 году получил Орден Заслуг Великобритании. С 1974 по 1978 год был президентом Британской академии. В 1979 году получил Иерусалимскую премию за пожизненную защиту гражданских свобод, а 25 ноября 1994 года он получил почетную степень доктора юридических наук в университете Торонто. Для этого случая он подготовил «короткое кредо» (как он назвал это в письме к другу), теперь известное как «Послание двадцать первому веку», которое было зачитано от его имени на церемонии.

## Биография
Родился в зажиточной еврейской семье. Отец — торговец лесом, потомственный почётный гражданин Мендель Беркович Берлин (потомок Шнеура Залмана из Ляд), уроженец Люблина, мать — Муся Залмановна Берлин (урождённая Вольшонок, впоследствии Мария Залмановна), дочь суражского купца Залмана Зискиндовича Вольшонка. На семью не распространялись ограничения черты оседлости, и Берлин до шести лет жил в Риге, затем в Андреаполе и Петрограде. В 1913 году отец будущего философа стал товарищем председателя зарегистрированного в Санкт-Петербурге семейного «акционерного общества Берлин и Лурье».
В 1917 году Берлин был свидетелем возглавляемой большевиками революции в России, что, возможно, в дальнейшем отразилось на его непринятии марксизма и социализма.
В 1921 году семья Берлиных эмигрировала в Великобританию, где Берлин окончил частную школу и в 1935 году — Corpus Christi колледж Оксфордского университета по специальности политическая экономия и философия. За исключением периода Второй мировой войны, вся дальнейшая жизнь Берлина связана с Оксфордским университетом: в 1950—1966 годах он преподавал философию в колледже Всех Душ, где в 1957—1967 годах являлся чичелийским профессором общественно-политической теории, а в 1966 году был избран первым президентом новообразованного колледжа Вольфсона. В 1974—1978 годах — президент Британской академии. С 1975 года — профессор социально-политических наук в колледже Всех Душ.
В 1957-58 гг. читал лекции о Вико в Итальянском институте Лондона (которые позже стали первой частью книги «Вико и Гердер: два исследования по истории идей»).
В годы Второй мировой войны Берлин работал в британской службе информации в США (1941—1942), a в 1945—1946 годах — 2-м секретарём британского посольства в СССР. Находясь в Советском Союзе, встречался в Москве с Борисом Пастернаком и в Ленинграде с Анной Ахматовой.
Будучи английским дипломатом, он привел к А. А. Ахматовой за собой «хвост», что стало поводом для известного постановления Оргбюро ЦК ВКП(б) «О журналах „Звезда“ и „Ленинград“», в котором обвинениям подверглись получившая в результате инфаркт А. А. Ахматова и М. М. Зощенко. Ахматова это понимала и поэтому отказалась встретиться с ним, когда он посещал СССР в 1956 году.
С 1956 года Берлин был женат на Алин Халбан (1915—2014; в девичестве — Гинцбург), племяннице издателя «Еврейской энциклопедии» Давида Гинцбурга, внучке еврейского общественного деятеля и финансиста Горация Гинцбурга. Собственных детей у него не было — он усыновил троих сыновей своей жены от предыдущих браков.
В 1957 году был возведён в звание рыцаря-бакалавра. В 1971 году награждён британским орденом «За заслуги».
Хотя Берлин не был религиозным евреем, по его предсмертной просьбе на его похоронах совершил богослужение главный раввин Великобритании Джонатан Сакс.
В Риге, на фронтоне дома 2а на ул. Альберта, в котором родился Берлин, установлена мемориальная доска в его честь.

## Мировоззрение
В своей речи при вступлении в должность профессора социальной политологии Оксфордского университета, которая впоследствии получила форму эссе «Две концепции свободы», Берлин, базируясь на интуиции плюрализма ценностей, определил две концепции свободы: «негативная» и «позитивная». «Негативная» свобода, по мнению Берлина, есть отсутствие ограничений, препятствующих действиям человека или группы людей в их намерениях осуществить осознанные желания. В противоположность этому, «позитивная» свобода толкуется как возможность человека или группы людей самостоятельно, без вмешательства внешних факторов, определять свою судьбу. В историческом развитии два введенных таким образом понятия свободы, согласно Берлину, развивались в расходящихся направлениях, достигнув в конце концов прямого столкновения. Подчеркивая естественность обоих воззрений, Берлин находит однако, что «позитивная» концепция свободы часто может стать основой политических злоупотреблений, так как в поисках самостоятельного выбора людям свойственно отождествлять правильность решения с собирательными концепциями в форме «высшего разума», религии или государства. При этом, без различия форм, принятое таким образом «правильное решение» противопоставляется иррациональным влечениям, неконтролируемым желаниям и вообще «низкой» природе человека. Говоря словами самого Берлина: «Я воспринимается как нечто большее, чем сам индивид… как некое социальное целое — будь то племя, раса, церковь, государство». Подобное противопоставление неизбежно ведёт к вырабатыванию единой воли такого социального целого и её навязыванию своим непокорным членам, достигая таким образом собственной свободы.
Относя размышления Канта, Руссо, Гегеля к «позитивной» школе свободы, Берлин отмечает, что развитие идей такого рода привело к отождествлению свободы с разного рода политическими ограничениями, особенно в XIX—XX веках, когда они широко использовались как база для национального самоопределения, демократического самоуправления и коммунистического толкования гуманности. В высшей точке выражения, эти идеи, парадоксальным образом, трактуют свободу индивидуума как форму коллективного контроля, необходимую для самоопределения наций, социальных групп и, возможно, всего человечества. Таким образом, Берлин устанавливает связь между «позитивной» интерпретацией свободы и тоталитаризмом. «Негативная» свобода, соответственно, наоборот служит, на его взгляд, обеспечению незыблемых границ свободы человека и/или групп людей, за которые не может преступать никакая власть.
Берлин неоднократно говорил о том воздействии, которое оказала на него традиция немецкого идеализма, и в особенности — Кант. Плюрализм ценностей — идея, которую Берлин заимствует у Макиавелли, Вико, Гердера (в наиболее разработанной форме культурного плюрализма), а также немецкого романтизма. С рецепцией той же обширной традиции, которую Берлин именует Контр-просвещением, связано его неприятие интервенции научных моделей в область общественных отношений и истории, расцениваемой как история человеческих деяний. При этом романтическую традицию, основанную на критике разума, Берлин понимает не столько как препятствие для развития идей Просвещения, но скорее как её необходимую полярную противоположность, без который политический либерализм и современный индивидуализм западной культуры не были бы возможны. Это — один из принципиальных «парадоксов», являющийся в высшей степени характерным для стилистики мышления И. Берлина.
Как отмечает профессор МГУ M. А. Маслин, будучи мыслителем рационалистического склада Берлин не испытывал особого интереса к русской религиозной философии; самым любимым его русским мыслителем был А. И. Герцен, которого он считал одним из трех «главных пророков» России наряду с Л. Н. Толстым и Ф. М. Достоевским.

## Берлин и Россия

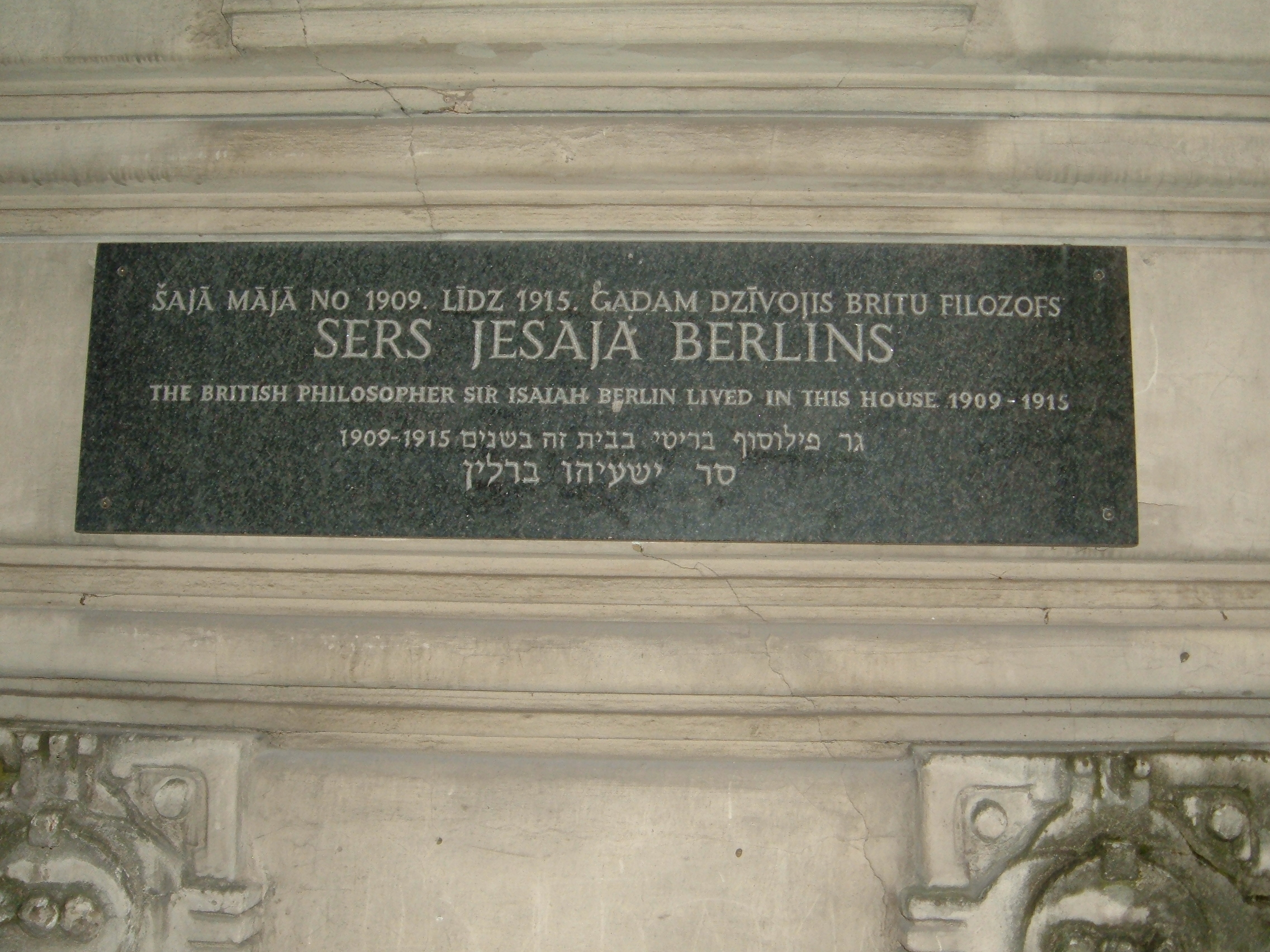
Мемориальная доска на доме в Риге, где прошли первые годы жизни Исайи Берлина

Несмотря на то, что Берлин покинул Россию в детстве, он хорошо говорил по-русски и всегда интересовался русской историей и культурой. Многие из его статей посвящены таким темам, как русская интеллигенция и народничество; фигурам Александра Герцена, Михаила Бакунина, Виссариона Белинского, Ивана Тургенева, Николая Чернышевского, Льва Толстого. Статьи Берлина побудили английского драматурга Тома Стоппарда написать пьесу «Берег утопии», главные герои которой — русские писатели, мыслители, революционеры XIX века.
В СССР Берлин встречался с А. Ахматовой и Б. Пастернаком. Берлину посвящены некоторые произведения Ахматовой: два стихотворных цикла («Cinque», «Шиповник цветёт»), а также «Поэма без героя»:
Полно мне леденеть от страха,

Лучше кликну Чакону Баха,

А за ней войдёт человек…

Он не станет мне милым мужем,

Но мы с ним такое заслужим,

Что смутится Двадцатый век.
Берлин был одним из первых, с кем встретился И. Бродский, когда приехал в Лондон в 1972 году; Бродский написал о нём эссе «Исайя Берлин в восемьдесят лет». В 1956 и в 1988 году Берлин снова посетил СССР. В 2000 году вышел документальный роман «Сэр» Анатолия Наймана, который в основном состоит из расшифрованных бесед автора с Берлиным.

## Основные работы
- «Карл Маркс» (1939)
- «Ёж и лиса» (1953)
- «Историческая неизбежность» (1955)
- «Век Просвещения» (1956)
- «Две концепции свободы» (1958)
- «Четыре эссе о свободе» (1969)
- «Русские мыслители» (1978)
- «Понятия и категории» (1978)
- «Против течения» (1979)
- «Личные впечатления» (1980, мемуары, в том числе — об Ахматовой и Пастернаке)
- «Искривлённое древо человечества: главы из истории идей» (1990)
- «Чувство реальности: исследования идей и их истории» (1996)

### Переводы на русский
Издания Берлина на русском языке долго не появлялись. В 1992 году журнал «Знамя» отклонил переведённую Борисом Дубиным статью «Рождение русской интеллигенции» на том основании, что в ней изложены слишком известные факты (опубл.: Вопросы литературы, 1993, вып. VI). Наиболее полно творчество Берлина представлено в двухтомнике, изданном «Новым литературным обозрением» в 2001 году:
- Берлин И. Философия свободы. Европа. / Предисловие А. Эткинда. — М.: Издательство «Новое литературное обозрение», 2001. — 448 с. — (Либеральное наследие). — ISBN 5-86793-132-3.
- Берлин И. История свободы. Россия. / Предисловие А. Эткинда. — М.: Издательство «Новое литературное обозрение», 2001. — 544 с. — (Либеральное наследие). — ISBN 5-86793-133-1.
- Берлин И. Четыре эссе о свободе / пер. с англ. Сима Векслер. — London: Overseas Publications Interchange Ltd, 1992. — 395 с. — ISBN 1-870128-13-3.
- Берлин И. Подлинная цель познания: избранные эссе / пер. с англ. и комментарии  В.В. Сапова. — М.: Канон+, 2002. — 800 с. — ISBN 5-88373-115-5.
- Берлин И. Северный волхв / пер. с англ. В. Михайлина. — М.: Ад Маргинем, 2015. — 176 с. — ISBN 978-5-91103-238-8.

#### Статьи
- Берлин И. Стремление к идеалу // Вопросы философии : журнал  / пер. Б. С. Дынина. — 2000. — Т. 5. — С. 51—62. — ISSN 0042-8744.
- Берлин И. Предисловие к книге Александра Герцена “С того берега" // Ab imperio : журнал  / пер. с англ. А. Семенова. — 2000. — № 3. — С. 27—41. — ISSN 2164-9731.